# Marshall County Courthouse (Iowa)
Das Marshall County Courthouse in Marshalltown ist das Justiz- und Verwaltungsgebäude (Courthouse) des Marshall County im mittleren Osten des US-amerikanischen Bundesstaates Iowa.
Das heutige Gebäude ist das dritte Courthouse des 1846 gegründeten Marshall County. Das erste Gebäude war ein 1853 errichtetes einstöckiges Gebäude in Marietta. Nach der Verlegung des Verwaltungssitzes nach Marshalltown (damals Marshall), wurde in den Jahren 1857–1858 das zweite Justiz- und Verwaltungsgebäude des Countys hier errichtet. Im Jahr 1883 wurde der Bau des heutigen Gebäudes beschlossen und 1886 seiner Bestimmung übergeben.
Das dreistöckige Kalksteingebäude, für das die Steine in einem Steinbruch bei Le Grand gewonnen wurden, entstand nach einem Entwurf des Architekten John C. Cochrane nach dreijähriger Bauzeit im neoklassizistischen Stil. Zwischen 1973 und 1975 wurde das Gebäude umfassend renoviert, nachdem der Brandschutz nicht mehr gewährleistet werden konnte.
Im Jahr 1972 wurde das Gebäude mit der Referenznummer 72000478 in das National Register of Historic Places aufgenommen.